# 제거 반응
제거 반응(除去反應, Elimination reaction)이란 어떤 분자에서 그 분자를 구성하는 원자들 중 일부가 빠져나가 새로운 분자가 형성되는 반응이며 이 반응은 첨가 반응의 역과정이다.

## E1 반응
- E1(Unimolecular elimination): 할로겐화 알킬(RX)의 C-끊어져 중간체인 카르보 양이온(R+)이 만들어지고, 이어서 염기가 양성자(H)를 떼어내어 알켄이 생성된다.

## E2 반응
E2 반응은 유기화학에서 제거 반응의 메커니즘 중 하나이다. E2 반응이 일어나게 되면 알켄이나 알카인이 생성된다.
- E2(Bimolecular elimination): 알킬 할라이드 등 이탈기가 있는 화합물에서

### 메커니즘
- 염기의 공격에 의해 알케인이나 알켄의 수소 하나가 떨어져 나간다.
- 이와 동시에 수소와 공유결합을 하고 있던 전자는 탄소-탄소 파이 결합을 형성하게 된다.
- 이와 동시에 수소를 달고 있던 탄소와 바로 옆의 이탈기를 달고 있던 탄소에서 이탈기가 탄소와 공유하던 전자쌍을 가지고 떨어진다.

결론적으로 염기에 의해 수소가 떨어지는 동시에 여기서 나온 전자쌍에 의해 파이 결합 형성과 동시에 이탈기가 떨어져 나가는 것이다.

## 같이 보기
- 치환 반응(Substitution reaction)
- 첨가 반응
- E1cB-제거 반응(Elimination Unimolecular conjugate Base)